# Палецът на инженера
„Палецът на инженера“ (на английски: The Adventure of the Engineer's Thumb) е разказ на писателя Артър Конан Дойл за известния детектив Шерлок Холмс. Включен е в книгата „Приключенията на Шерлок Холмс“, публикувана през 1892 година.

## Сюжет
Внимание:  Текстът по-долу разкрива сюжета на произведението (или части от него)!
При Уотсън довеждат ранения инженер по хидравлика Виктор Хатърсли за оказване на спешна медицинска помощ: той е с отрязан палец на лявата ръка. Уотсън помага на инженера и научава, че Хатърсли загубил пръста се при много трагични обстоятелства. Уотсън му предлага да отидат на Шерлок Холмс, и да му разкажат всичко.
Преди няколко дни към Хатърсли се обръща за помощ полковник Лайсандър Старк. Той иска от инженера да поправи хидравличната преса, която е монтирана в селската къща на Старк. Старк и спътниците му се твърдят, че с това устройство компресират в тухли рядък и скъп минерал – хума. Полковникът не иска за всичко това да узнаят съседите, затова настоява Хатърсли да дойде да работи през нощта, а докато го водят ще бъде в закрита кола. За възнаграждение за услугата Старк предлага да му заплати 50 гвинеи , сума десет пъти по-висока от нормалната, и Хатърсли, който не е богат, се съгласява с тези странни условия.
Когато Хатърсли влиза в къщата на Старк, една жена, която да говори със силен немски акцент, го предупреждава за грозящата го опасност. Но Хатърсли, привлечен от паричната награда, решава да остане, и скоро Старк и неговият спътник, г-н Фъргюсън, водят инженера до хидравлична преса. След проверка на уреда, Хатърсли открива причината за повредата и казва на полковника как да го оправи. Връщайки се обратно в основната камера на пресата, инженерът внимателно оглежда пода и осъзнава, че историята за хумата е измислица. Подът е покрит с метален прах и явно пресата се използва за нещо друго. Когато Хатърсли запитва за това полковника, той веднага затваря инженера в камерата и пуска пресата, за да смаже Хатърсли. Той обаче успява да събори страничната стена на камерата и по чудо успява да избегне ужасната смърт. Жената, която е предупредила Хатърсли за опасността, се оказва наблизо и му помага да избяга. Но когато инженерът излиза през прозореца от втория етаж на къщата, полковник Старк се опитва да го убие и отсича в брадва пръста на Хатърсли.
Холмс незабавно се свързва с полицията, и скоро след разследването Хатърсли, Уотсън, Холмс и инспектор Брадстрийт, достигат до къщата на полковник Старк. Оказва се, че полицията отдавна издирва банда фалшификаторите, които произвеждат монети от половин лира, а хидравличната преса е използвана за получаване на смес от метал, подобен на сребро. На мястото обаче откриват, че къщата е изгоряла, а извършителите избягали. Холмс предполага, че пожарът е настъпил от счупването на газената лампа при бягството на Хатърсли от къщата.

## Интересни факти
Този случай на Холмс, станал през 1889 г., е един от малкото, при които детективът не е успял да предаде престъпниците на правосъдието. Другите два са „Петте портокалови семки“ и „Баскервилското куче“, при които обаче провидението се намесва да накаже злосторниците.